# Deutsche Cadre-45/2-Meisterschaft 1914

Veranstaltungsort: Frankfurt am Main

Die Deutsche Cadre-45/2-Meisterschaft 1914 war eine Billard-Turnierserie und fand vom 18. bis 24. März 1914 in Frankfurt am Main zum zweiten Mal statt.

## Geschichte
Nach Ende des Turniers hatten drei Spieler 8:2 Matchpunkte. Der hohe Favorit Albert Poensgen, der wieder unter dem Pseudonym Schmitz antrat, leistete sich eine 285:400-Niederlage gegen den Jenaer Albert Herbig.  Nach den damaligen Richtlinien wurde der Titel bei Punktegleichheit durch Stichpartien entschieden. Hier zeigte Poensgen keine Schwächen und gewann beide Partien. Da dadurch das Turnier entschieden war, wurde auf die dritte Partie verzichtet.

## Turniermodus
Das ganze Turnier wurde im Round-Robin-System bis 400 Punkte ohne Nachstoß gespielt. Bei MP-Gleichstand wurde in folgender Reihenfolge gewertet:
1. MP = Matchpunkte
2. GD = Generaldurchschnitt
3. HS = Höchstserie

## Abschlusstabelle
| MP    | Match Points (Sieger = 2; Unentschieden = 1; Verlierer = 0) |
| Pkte. | Erzielte Karambolagen                                       |
| Aufn. | Benötigte Versuche                                          |
| GD    | Generaldurchschnitt                                         |
| BED   | Bester Einzeldurchschnitt eines Spielers                    |
| HS    | Höchstserie                                                 |
|       | Bester GD des Turniers                                      |
|       | Bester ED des Turniers                                      |
|       | Beste HS des Turniers                                       |
|       | 1. Platz (Gold)                                             |
|       | 2. Platz (Silber)                                           |
|       | 3. Platz (Bronze)                                           |

| Klassement vor den Stichpartien              | Klassement vor den Stichpartien | Klassement vor den Stichpartien | Klassement vor den Stichpartien | Klassement vor den Stichpartien | Klassement vor den Stichpartien | Klassement vor den Stichpartien | Klassement vor den Stichpartien |
| Platz                                        | Name                            | MP                              | Pkte.                           | Aufn.                           | GD                              | BED                             | HS                              |
| -------------------------------------------- | ------------------------------- | ------------------------------- | ------------------------------- | ------------------------------- | ------------------------------- | ------------------------------- | ------------------------------- |
| 1                                            | Albert Poensgen (Düsseldorf)    | 8:2                             | 1885                            | 128                             | 14,72                           | 25,00                           | 101                             |
| 2                                            | Albert Herbing (Jena)           | 8:2                             | 1880                            | 225                             | 8,35                            | 12,90                           | 66                              |
| 3                                            | Hellmuth Kux (Hamburg)          | 8:2                             | 1770                            | 235                             | 7,53                            | 8,88                            | 54                              |
| 4                                            | Hans Niedermayr (Berlin)        | 4:6                             | 1553                            | 230                             | 6,66                            | 8,88                            | 55                              |
| 5                                            | David Nußbaum (Frankfurt)       | 2:8                             | 1516                            | 210                             | 7,21                            | 9,75                            | 56                              |
| 6                                            | Ludwig Meyer (Hamburg)          | 0:10                            | 1203                            | 205                             | 5,86                            | –                               | 66                              |
| Turnierdurchschnitt: 7,93                    |                                 |                                 |                                 |                                 |                                 |                                 |                                 |
|                                              | Stichpartien                    |                                 |                                 |                                 |                                 |                                 |                                 |
| –                                            | Albert Poensgen                 | 2:0                             | 400                             | 31                              | 12,90                           | 12,90                           | 46                              |
| –                                            | Hellmuth Kux                    | 0:2                             | 271                             | 30                              | 9,03                            | –                               | 42                              |
| –                                            | Albert Poensgen                 | 2:0                             | 400                             | 23                              | 17,39                           | 17,39                           | 78                              |
| –                                            | Albert Herbing                  | 0:2                             | 113                             | 23                              | 5,13                            | –                               | 27                              |
| -                                            | nach den Stichpartien           |                                 |                                 |                                 |                                 |                                 |                                 |
| 1                                            | Albert Poensgen                 | 12:2                            | 2685                            | 182                             | 14,75                           | 25,00                           | 101                             |
| 2                                            | Albert Herbing                  | 8:4                             | 1993                            | 247                             | 8,06                            | 12,90                           | 66                              |
| 3                                            | Hellmuth Kux                    | 8:4                             | 2041                            | 265                             | 7,70                            | 8,88                            | 54                              |
| Turnierdurchschnitt: 8,19 (mit Stichpartien) |                                 |                                 |                                 |                                 |                                 |                                 |                                 |